# コンラッド・ヴィルゲロット
コンラッド・ヴィルゲロット（Conrad Heinrich Christoph Willgerodt、1841年11月2日-1930年12月19日）は、ドイツの化学者であり、ウィルゲロット反応の発見で知られる。また、ヨードシルベンゼンを発見した。
アルベルト・ルートヴィヒ大学フライブルク の教授を務めた。